# Panorama (VRT)
Panorama was een duidingsprogramma op de Vlaamse openbare zender Canvas, en eerder op het enige BRT-kanaal. Naargelang de periode omvatte een aflevering een of meer, eigen of aangekochte, actuele documentaires.

## Geschiedenis
Panorama was op 31 oktober 1953 voor het eerst op de Vlaamse televisie te zien.
Het programma kende haar grootste succes tijdens de jaren tachtig toen het drietal Paul Muys, William van Laeken en Paul Jambers de reportages maakten. Het programma werd toen uitgezonden op donderdagavond op het eerste net, net voor de veelbekeken Amerikaanse serie Dallas. Paul Jambers maakte enkele reportages die voor controverse en hoge kijkcijfers zorgden, zoals op 6 maart 1986 een reportage over de rage van de Millet-jassen bij jongeren. De uitzending brak kijkcijferrecords, waarna Wilfried Hendrickx Jambers de bijnaam "Pieken Paultje" bezorgde.
Een andere bekende uitzending vond plaats in 1988 toen Panorama een uitzending wijdde aan de opkomst van het Vlaams Blok in de Antwerpse Seefhoek. Drie jaar later, op 5 september 1991, zorgde weer een andere uitzending over hetzelfde thema opnieuw voor ophef. Panorama ging toen naar Lint waar tot ongenoegen van het Vlaams Blok een asielzoekerscentrum zou komen. Isabelle A hield er toen een concert tegen racisme, terwijl buiten Vlaams Blok-aanhangers en militanten luidkeels protesteerden.
Jambers verliet in 1990 de toenmalige BRT en verhuisde naar de commerciële VTM om soortgelijke programma's te maken voor het programma dat zijn eigen naam droeg.
Wat aanvankelijk een stoplap voor de vakantie was, werd in latere periodes regel zoals nu: buitenlandse producties (vooral Britse) aankopen en uitzenden, eventueel met wat eigen commentaar.
Later werd Koppen het duidingsprogramma op Eén en was Panorama te bekijken op Canvas. Wekelijks werd het tot september 2011 uitgezonden op zondag en ingeleid door William van Laeken. Vanaf 6 oktober 2011 verhuisde het programma naar de donderdag en werd het gepresenteerd door Phara de Aguirre. Halfweg 2015 verhuisde zij naar Koppen en kwam Tim Verheyden in de plaats. Eén keer per maand werd er een zelfgemaakte reportage uitgezonden, de andere weken was er een buitenlandse aangekochte reportage te zien.
In het najaar van 2016 werd het programma samengevoegd met Koppen onder de naam Pano, dat op VRT 1 wordt uitgezonden.

## Trivia
- Na Het Journaal en Het Weer was Panorama het langstlopende tv-programma in Vlaanderen.
- In 2010 kreeg de reportage Bloedantiek een eervolle vermelding in de prijs "Best investigative documentary - television" van de AIB Media Excellence Awards.
- In 2011 werd de reportage Te gek om los te lopen bekroond met "De Loep voor de beste audiovisuele productie" van de Vereniging van Onderzoeksjournalisten.[5]
- In 2013 werd Panorama bekroond met de "Prijs voor Mensenrechten" van de Liga voor Mensenrechten.[6]